# Anett Kontaveitová
Anett Kontaveitová (nepřechýleně Kontaveit, * 24. prosince 1995 Tallinn) je bývalá estonská profesionální tenistka. Ve své kariéře vyhrála na okruhu WTA Tour šest turnajů ve dvouhře. V rámci okruhu ITF získala jedenáct titulů ve dvouhře a pět ve čtyřhře.
Na žebříčku WTA byla ve dvouhře nejvýše klasifikována v červnu 2022 na 2. místě a ve čtyřhře pak v březnu 2020 na 95. místě. Od US Open 2021 do French Open 2022 ji trénoval Dmitrij Tursunov. Dříve tuto roli plnili Ain Suurthal, Nigel Sears, Peeter Lamp či Glenn Schaap.
V estonském fedcupovém týmu debutovala v roce 2011 únorovým čtvrtfinále druhé světové skupiny proti Španělsku, v němž hladce prohrála obě dvouhry s Martínezovou Sánchezovou a Suárezovou Navarrovou. Estonky pak podlehly 1:4 na zápasy. V soutěži nastoupila k jednatřiceti mezistátním utkáním s bilancí 25–8 ve dvouhře a 5–10 ve čtyřhře.
Estonsko reprezentovala na Letních olympijských hrách 2020 v Tokiu, které byly o rok odloženy pro koronavirovou pandemii. V singlové soutěži ji vyřadila v prvním kole Řekyně Maria Sakkariová.

## Tenisová kariéra

### Juniorská kariéra
V prosinci 2011 vyhrála singlovou soutěž floridského Orange Bowlu, když na turnaji přehrála hráčky z první třístovky ženské klasifikace, Eugenii Bouchardovou a Julii Putincevovou. Po boku Taťány Vorobjovové získala deblový titul na Mistrovství Evropy 16letých 2011 po finálové výhře nad nejvýše nasazenou českou dvojicí Barbora Krejčíková a Petra Rohanová. Na juniorském kombinovaném žebříčku ITF byla nejvýše postavená 10. září 2012 na 4. místě.
Mezi poslední čtveřicí juniorek na Australian Open 2013 podlehla v pozici turnajové desítky Češce Kateřině Siniakové. V semifinále French Open 2012 skončila na raketě druhé nasazené a pozdější německé vítězky Anniky Beckové. Ve Wimbledonu 2012 nenašla recept na pátou nasazenou Kanaďanku Eugenii Bouchardovou. Jediné juniorské finále na majoru odehrála na US Open 2012. Ve čtvrtfinále přešla z pozice turnajové dvanáctky přes nejvýše nasazenou Američanku Taylor Townsendovou. V semifinále vyřadila další americkou juniorku Victorii Duvalovou, hrající na divokou kartu Ve finále však po dvousetovém průběhu podlehla Američance Samanthě Crawfordové, když soupeřka obdržela do soutěže také divokou kartu od pořadatelů.

### 2009–2020: Přehled profesionální kariéry
V letech 2009 a 2010 se stala vůbec nejmladší mistryní žen Estonska ve dvouhře. Premiérový titul z okruhu ITF si připsala v lednu 2011 na turnaji Seb Tallink Open IV v rodném Tallinnu, když ve finále zdolala Slovenku Zuzanu Luknárovou. Následně na této úrovni ženského tenisu vyhrála sedm singlových finále v řadě. První divokou kartu do kvalifikace turnaje WTA Tour obdržela na kodaňském E-Boks Open 2012. Po výhře nad favorizovanou francouzskou tenistkou Kristinou Mladenovicovou, prohrála v posledním třetím kvalifikačním kole s Němkou Annikou Beckovou.

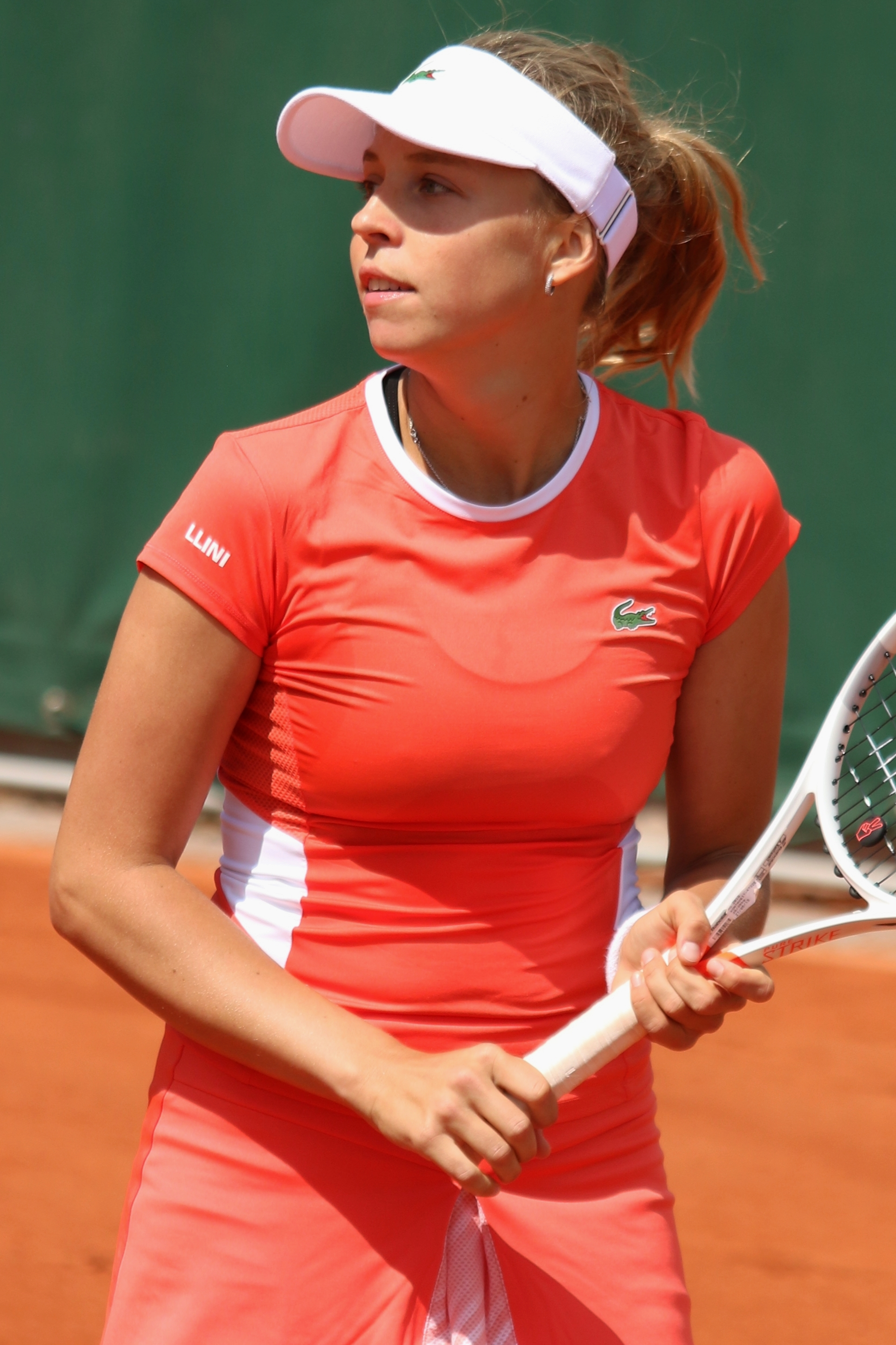
Kontaveitová na French Open 2019

Premiérový start v hlavní soutěži WTA Tour zaznamenala v sezóně 2014, když na úvodní lednové události okruhu ASB Classic, konané v Aucklandu, vyhrála tři kvalifikační kola. V posledním z nich přehrála po dvousetové výhře, šestou nasazenou a 144. ženu světové klasifikace Irinu Falconiovou ze Spojených států. V prvním utkání hlavní soutěže pak podlehla Japonce ze třetí stovky žebříčku Sačie Išizuové. Divokou kartu obdržela do hlavní soutěže turnaje druhé nejvyšší kategorie Premier Mandatory – Miami Masters 2014. V prvním kole nestačila na Američanku Madison Keysovou. První výhru v hlavní soutěži grandslamového turnaje zaznamenala na US Open 2015, kam se probojovala tříkolovou kvalifikací. Ve druhém kole hlavní soutěže porazila 31. nasazenou Rusku Anastasiji Pavljučenkovovou a ve třetím Madison Brengleovou. V osmifinále ji přehrála Venus Williamsová.
Do premiérového finále na okruhu WTA Tour se probojovala ve 21 letech během debutového ročníku dubnového Ladies Open Biel Bienne 2017, když na cestě do závěrečného boje o titul postupně přehrála britskou světovou osmatřicítku Heather Watsonovou, Rusku Jevgeniji Rodinovou, Belgičanku Elise Mertensovou a po třísetovém průběhu také běloruskou kvalifikantku Aljaksandru Sasnovičovou. Ve finále však nenašla recept na 17letou českou kvalifikantku figurující na 233. pozici Markétu Vondroušovou, jíž podlehla ve dvou setech. V následném vydání žebříčku WTA postoupila z 99. na 74. příčku, jedno místo za svým kariérním maximem.
Formu si přenesla na jarní antukové turnaje. Ve Stuttgartu prošla tříkolovou kvalifikací a ve druhém kole zaznamenala první výhru nad hráčkou z první světové desítky, když porazila šestou hráčku světa Garbiñe Muguruzaovou. Ve čtvrtfinále ji přehrála Ruska Maria Šarapovová vracející se na okruh po 15měsíčním zákazu startu pro pozitivní dopingový nález. Přes kvalifikační síto postoupila na Internazionali BNL d'Italia z kategorie Premier 5. Ve druhém kole senzačně porazila úřadující světovou jedničku Angelique Kerberovou. Její tažení římským podnikem ukončila ve čtvrtfinále Simona Halepová.
První turnajové vítězství zaznamenala na Ricoh Open hraném na travnaté povrchu v Rosmalenu u 's-Hertogenbosche. Ve finále zdolala Rusku Natalju Vichljancevovou ve dvou setech. Bodový zisk jí zajistil posun do první světové padesátky. Kariérní grandslamovou bilanci si vylepšila na Australian Open 2020, kde poprvé postoupila mezi poslední osmičku. Stala se tak vůbec prvním estonským tenistou bez ohledu na pohlaví v této fázi australského majoru. Ve třetím kole deklasovala za 49 minut světovou sedmičku Belindu Bencicovou, které povolila jediný gem. V osmifinále přehrála v třísetové bitvě 18letou Polku Igu Świątekovou, přestože nevyužila ve třetím setu vedení 5–1 na gemy a zvítězila až poměrem 7–5. Ve čtvrtfinále ji deklasovala za necelou hodinu turnajová čtyřka Simona Halepová, na níž uhrála jenom po jedné hře v každém setu.

### 2021: Čtyři tituly a průlom do první světové desítky
Během sezóny postoupila do sedmi finálových soubojů, nejvíce ze všech tenistek v roce 2021. Nejprve v únoru na Grampians Trophy zařazeného do kalendáře pro tenistky, které kvůli pozitivnímu případu na covid-19 po příletu do Austrálie musely podstoupit přísnou 14denní karanténu. Po zápasech prvního kola byl turnaj pozastaven kvůli dalšímu pozitivnímu testu na toto onemocnění v organizačním týmu. Pro časový skluz, který přerušením vznikl, se pořadatelé vzhledem k začínajícímu Australian Open rozhodli vyřešit situaci zrušením finálového utkání. Jak Kontaveitová tak Ann Liová obdržely bodové a finanční ohodnocení určené pro poražené finalistky. Z navazujícího Australian Open byla vyřazena ve třetím kole po porážce od Shelby Rogersové.

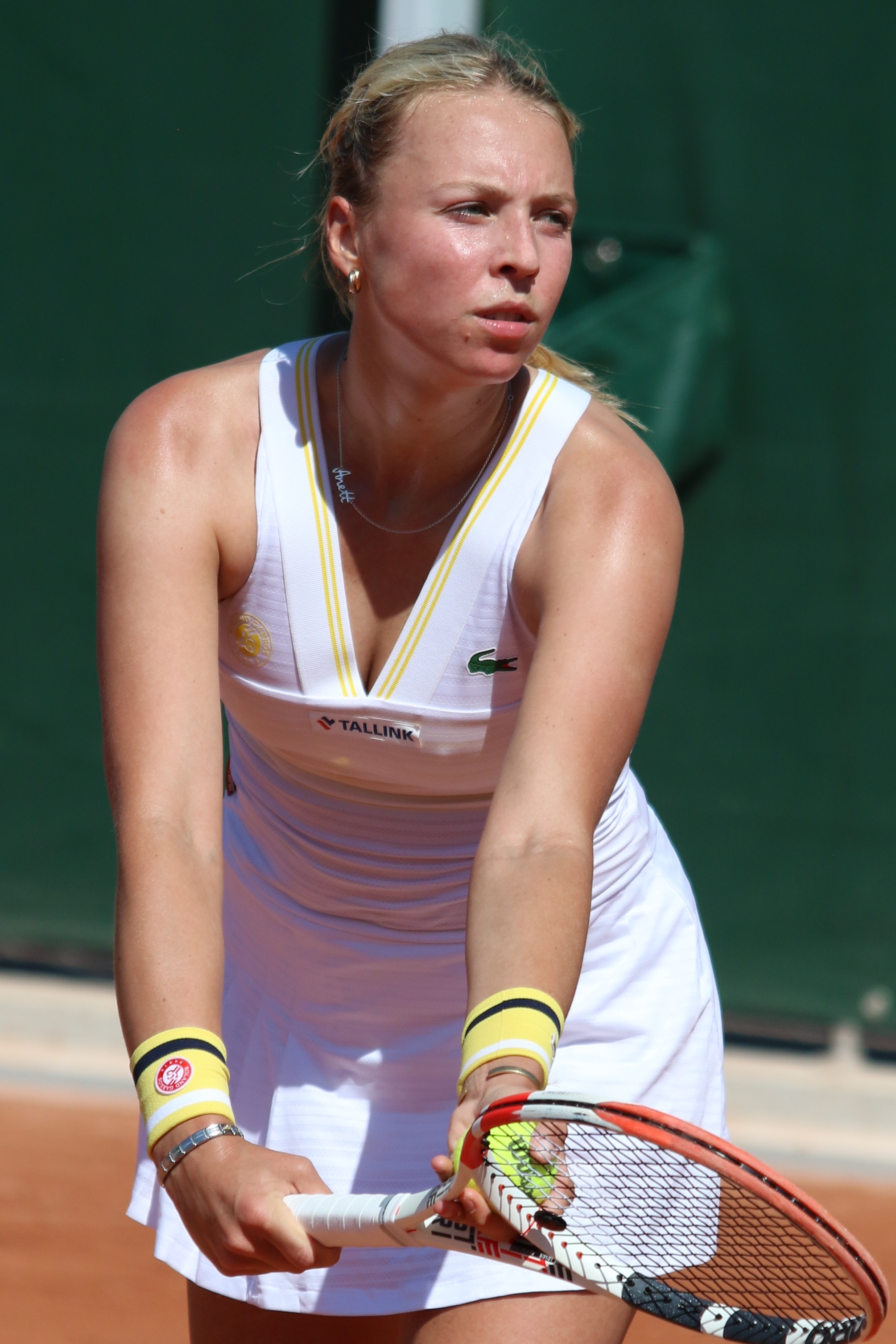
Ve třetím kole French Open 2021 podlehla Świątekové

Ve třetím kole French Open ji vyřadila polská obhájkyně Iga Świąteková. Podruhé do finále prošla na travnatém Viking International Eastbourne. Cestou porazila jednu hráčku z první světové desítky Biancu Andreescuovou a ve čtvrtfinále zvládla koncovky druhého a třetího setu proti Viktoriji Golubicové. Ve finále ji přehrála Jeļena Ostapenková. Svou negativní finálovou bilanci tak zhoršila na poměr jedné výhry a šesti porážek. Prohrou rovněž započala šňůru pěti prohraných zápasů, když v prvním kolech dohrála ve Wimbledonu, na přeložené tokijské olympiádě a severoamerických turnajích z kategorie WTA 1000 v Montréalu a Cincinnati. Tu přerušila na Tennis in the Land v Clevelandu, do něhož zasáhla jako druhá nasazená, kde vybojovala druhý kariérní titul. Ve finále přehrála Irinu-Camelii Beguovou. Na závěrečném majoru sezóny ji vyřadila opět ve třetím kole Świąteková.
Největšího titulu dosavadní kariéry dosáhla na zářijovém J&T Banka Ostrava Open, spadajícího do kategorie WTA 500. V turnaji neztratila ani jeden set a na její raketě dohrály úřadující olympijská vítězka Belinda Bencicová, světová desítka Petra Kvitová, jíž v prvním setu nadělila kanára, a turnajová čtyřka Maria Sakkariová, která měla v době konání finále jistý posun na desáté místo světové klasifikace. V sérii halových výher pokračovala o měsíc později na Kremlin Cupu, kde ve finále zdolala Jekatěrinou Alexandrovovou, přestože prohrávala o set a ve druhé sadě již 0–4. V rozhodujícím dějství pak soupeřka dokonce podávala na vítězství. Titul z klužského Transylvania Open, kde ve finále přehrála Simonu Halepovu znamenal premiérový posun do první světové desítky na žebříčku WTA a zároveň se na poslední možnou chvíli kvalifikovala na závěrečný Turnaj mistryň. V případě jiného než vítězného výsledku by se kvalifikovala Džabúrové. Během podzimu ovládla všech patnáct utkání hraných v hale a dohromady ztratila pouze jeden set.
Na Turnaji mistryň byla nalosována do skupiny s Češkami Krejčíkovou a Plíškovou a Španělkou Muguruzaovou. Po dvousetových výhrách nad českými tenistka si zajistila postup do semifinále, poslední zápas skupiny proti Muguruzaové ale prohrála, čímž skončila její 12zápasovou šňůra neporazitelnosti. V semifinále srovnala zápasovou bilanci se Sakkariovou na 6:6 a posedmé v sezóně postoupila do finále, čímž překonala dosavadní lídryni v této statistice Bartyovou. Z boje o titul odešla poražena, když podruhé ve čtyřech dnes podlehla Muguruzaové. Bodový zisk jí přesto zajistil nové kariérní maximum, když jí patřila 7. příčka.

### 2022: Světová dvojka a zdravotní problémy
Sezónu otevřela lednovým Sydney Tennis Classic z kategorie WTA 500, kde bez ztráty setu došla do semifinále. V něm uštědřila v prvním setu kanára turnajové jedničce Krejčíkové, přesto ale nakonec prohrála, když ve třetím setu nevyužila sedm mečbolů a nakonec prohrála rozhodujícím zkrácenou hru poměrem 12:14. Na Australian Open porazila na úvod Siniakovou, ve druhém kole ji ale vyřadila 19letá Dánka Clara Tausonová.

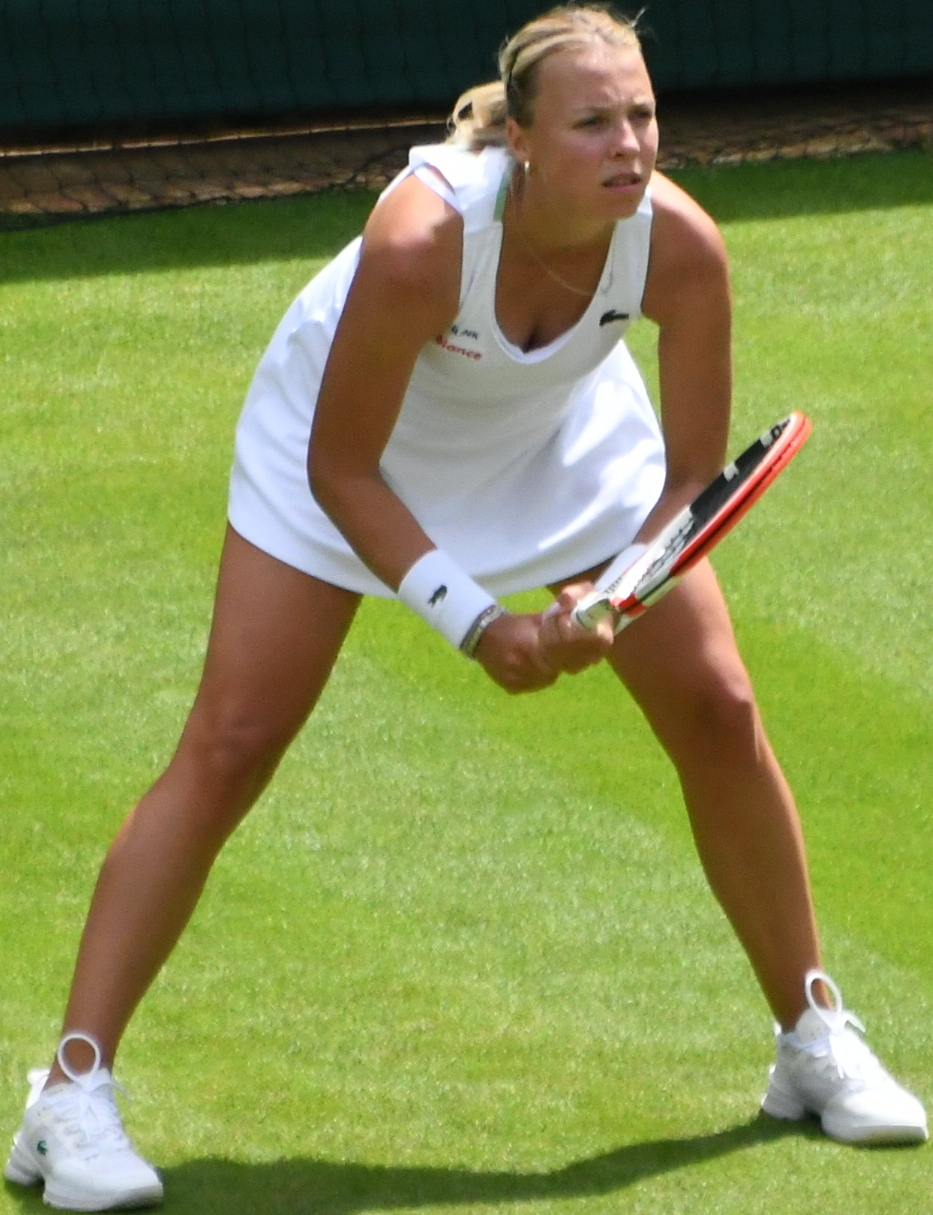
Při osmé wimbledonské účasti prohrála jako světová trojka poprvé ve druhém kole, když nestačila na Niemeierovou z konce první světové stovky

V halové neporazitelnosti pokračovala na petrohradském St. Petersburg Ladies Trophy, kde získala šestý kariérní titul. V prvním kole zdolala Jil Teichmannovou, ve druhém Soranu Cirsteaovou z Rumunska a ve čtvrtfinále Belindu Bencicovou, když švýcarská soupeřka nedokázala v prvním setu využít dva setboly. V semifinále přehrála Jelenu Ostapenkovou. Ve finále zdolala po více než třech hodinách Mariu Sakkariovou. Řekyně přitom vedla ve třetím setu již 5–2 a servírovala na zisk titulu, od tohoto stavu však uhrála jen sedm výměn. Kontaveitová tak vyhrála 20. zápas v hale bez přerušení, což naposledy předtím dokázala Justine Heninová v letech 2007 až 2010. Druhé finále v řadě si zahrála na Qatar TotalEnergies Open z kategorie WTA 1000. Postupně vyřadila Chorvatku Anu Konjuhovou, Belgičanku Elise Mertensovou a Tunisanku Ons Džabúrovou. V semifinále, stejně jako v Petrohradu, opět zvítězila s Ostapenkovou. Ve finále uhrála jen dvě hry na Polku Igu Świątekovou. I přes porážku se na žebříčku poprvé posunula na 5. místo. Do BNP Paribas Open v Indian Wells vstoupila výhrou nad Slovenkou Kristínou Kučovou, ale poté skončila na raketě Markéty Vondroušové. Na navazujícím Miami Open nezvládla úvodní utkání proti Američance Ann Liové.
Na halové antuce Porsche Tennis Grand Prix ve Stuttgartu postoupila po dvou měsících do čtvrtfinále. Na úvod přehrála Angelique Kerberovou přes ztrátu úvodní sady. Poté porazila Rusku Jekatěrinu Alexandrovovou v téměř dvouapůlhodinové bitvě, když o výhře rozhodla ziskem závěrečného tiebreaku. Ve čtvrtfinále jí vystavila stopku Běloruska Aryna Sabalenková po třísetovém průběhu. Z Mutua Madrid Open odstoupila před začátkem kvůli onemocnění. Později uvedla, že se jednalo o covid-19. Na římském Internazionali BNL d'Italia prohrála po volném losu s Chorvatkou Petrou Martićovou. Na French Open nezvládla proti Australance Ajle Tomljanovićové vyrovnané koncovky obou setů. Přesto po skončení pařížského grandslamu vystoupala na druhé místo hodnocení, ovšem s méně než polovičním počtem bodů ve srovnání s první Świątekovou. Poté na okruhu absentovala až do Wimbledonu, kam přijela v pozici světové trojky. Po výhře nad Peraovou ji ve druhém kole vyřadila devadesátá sedmá žena klasifikace, 22letá Jule Niemeierová, od níž ve druhém setu utržila „kanára“. Němka tak poprvé v kariéře zdolala členku první světové desítky.
Na antukovém Hamburg European Open v kategorii WTA 250 obdržela divokou kartu. V prvním kole porazila Rumunku Irinu Baraovou, poté Švédku Rebeccu Petersonovou a mezi poslední osmičkou jí skrečovala Andrea Petkovicová, když získala všech osm odehraných gamů. V semifinále zdolala Rusku Anastasiji Potapovovou, ovšem v přímém boji o titul nestačila na americkou hráčku Bernardu Peraovou. Navazující Livesport Prague Open hraný na tvrdém povrchu, kde opět startovala díky divoké kartě, pro ni skončil debaklem ve čtvrtfinále od Rusky a pozdější finalistky Anastasije Potapovové. Na US Open přijela po porážkách v druhém, resp. třetím kole na přípravných turnajích v Toronto a Cincinnati. Ve druhém kole newyorského grandslamu ji vyřadila 40letá loučící se Američanka Serena Williamsová, která se stala první hráčkou starší 40 let, jež porazila členku první světové trojky. Do čtvrtého finále seźony postoupila na domácím turnaji v Tallinnu, ve kterém jí o titul připravila Češka Vítězkou se stala sedmá nasazená Češka Barbora Krejčíková. Prohrála tak první halový zápas na tvrdém povrchu po téměř dvou letech, když naposledy odešla poražena z J&T Banka Ostrava Open 2020. Jako obhájkyně titulu v Ostravě skrečovala ve druhé sadě druhého kola proti Tereze Martincové pro bolest bederní páteře, aby následně ukončila seźonu. V důsledku neobhájení bodů z předchozí seźonu se propadla na 17. místo, na kterém ročník uzavřela.

### 2023: Konec kariéry
V úvodní australské části seźonu zvítězila pouze v jednom ze čtyř zápasů, když v prvním kole Australian Open porazila Grabherovou, než ji ve druhém kole vyřadila pozdější semifinalistka Magda Linetteová. V průběhu února pak vypadla po neobhájení titulu z St. Petersburg Ladies Trophy 2022 a finálové účasti z Qatar TotalEnergies Open 2022 z první světové padesátky. Pro pokračující zdravotní problémy absentovala na túře do dubna, kdy odehrála za Estonsko tři vítězné zápasy ze čtyř v zóna Evropy a Afriky Billie Jean King Cupu. Na antukových turnajích pak následně prohrála tři zápasy ze čtyř, včetně porážky v prvním kole French Open 2023. Na konci června oznámila kvůli pokračujícím zdravotním problémům v podobě degenerativního postižení bederní ploténky konec kariéry. Její posledním turnajem se travnatý Wimbledon. V prvním kole porazila italskou kvalifikantku Stefaniniovou, než její singlovou kariéru ukončila ve druhém kole dvaatřicátá nasazená Češka Marie Bouzková. Poslední zápas odehrála v mixu, kde se jejím spoluhráčem stal Fin Emil Ruusuvuori, s nímž prohrála utkání prvního kola.

## Soukromý život
V roce 2022 medializovala partnerský vztah s fotbalovým záložníkem estonské reprezentace Brentem Lepistem. V květnu 2024 oznámila těhotenství. V září téhož roku se jí narodil syn Leon.

## Finále na okruhu WTA Tour

### Dvouhra: 17 (6–10)
| Legenda                                        |
| ---------------------------------------------- |
| Grand Slam (0)                                 |
| Turnaj mistryň (0–1)                           |
| Premier Mandatory & Premier 5 / WTA 1000 (0–2) |
| Premier / WTA 500 (3–2)                        |
| International / WTA 250 (3–5)                  |

| Finále podle povrchu |
| -------------------- |
| tvrdý (5–5)          |
| antuka (0–4)         |
| tráva (1–1)          |

| Stav       | č.  | datum              | turnaj                      | kategorie      | povrch     | soupeřka ve finále       | výsledek           |
| ---------- | --- | ------------------ | --------------------------- | -------------- | ---------- | ------------------------ | ------------------ |
| Finalistka | 1.  | 16. dubna 2017     | Biel/Bienne, Švýcarsko      | International  | tvrdý (h)  | Markéta Vondroušová      | 4–6, 6–7(6–8)      |
| Vítězka    | 1.  | 18. června 2017    | s-Hertogenbosch, Nizozemsko | International  | tráva      | Natalja Vichljancevová   | 6–2, 6–3           |
| Finalistka | 2.  | 23. července 2017  | Gstaad, Švýcarsko           | International  | antuka     | Kiki Bertensová          | 4–6, 6–3, 1–6      |
| Finalistka | 3.  | 29. září 2018      | Wu-chan, Čína               | Premier 5      | tvrdý      | Aryna Sabalenková        | 3–6, 3–6           |
| Finalistka | 4.  | 28. dubna 2019     | Stuttgart, Německo          | Premier        | antuka (h) | Petra Kvitová            | 3–6, 6–7(2–6)      |
| Finalistka | 5.  | 9. srpna 2020      | Palermo, Itálie             | International  | antuka     | Fiona Ferrová            | 2–6, 5–7           |
| Finalistka | —   | 7. února 2021      | Melbourne, Austrálie        | WTA 500        | tvrdý      | Ann Liová                | nehráno            |
| Finalistka | 6.  | 26. června 2021    | Eastbourne, Velká Británie  | WTA 500        | tráva      | Jeļena Ostapenková       | 3–6, 3–6           |
| Vítězka    | 2.  | 28. srpna 2021     | Cleveland, Spojené státy    | WTA 250        | tvrdý      | Irina-Camelia Beguová    | 7–6(7–5), 6–4      |
| Vítězka    | 3.  | 26. září 2021      | Ostrava, Česko              | WTA 500        | tvrdý (h)  | Maria Sakkariová         | 6–2, 7–5           |
| Vítězka    | 4.  | 24. října 2021     | Moskva, Rusko               | WTA 500        | tvrdý (h)  | Jekatěrina Alexandrovová | 4–6, 6–4, 7–5      |
| Vítězka    | 5.  | 31. října 2021     | Kluž, Rumunsko              | WTA 250        | tvrdý (h)  | Simona Halepová          | 6–2, 6–3           |
| Finalistka | 7.  | 17. listopadu 2021 | Guadalajara, Mexiko         | Turnaj mistryň | tvrdý      | Garbiñe Muguruzaová      | 3–6, 5–7           |
| Vítězka    | 6.  | 13. února 2022     | Petrohrad, Rusko            | WTA 500        | tvrdý (h)  | Maria Sakkariová         | 5–7, 7–6(7–4), 7–5 |
| Finalistka | 8.  | 26. února 2022     | Dauhá, Katar                | WTA 1000       | tvrdý      | Iga Świąteková           | 2–6, 0–6           |
| Finalistka | 9.  | 23. července 2022  | Hamburk, Německo            | WTA 250        | antuka     | Bernarda Peraová         | 2–6, 4–6           |
| Finalistka | 10. | 2. října 2022      | Tallinn, Estonsko           | WTA 250        | tvrdý (h)  | Barbora Krejčíková       | 2–6, 3–6           |

Vysvětlivky
1. 1 2 3  Pro časový skluz, související s pandemií covidu-19 a začínajícím Australian Open 2021, se organizátoři rozhodli finále Grampians Trophy 2021 neodehrát. Finalistky Kontaová a Liová obdržely shodně body pro poraženou finalistku v kategorii WTA 500. Ve statistikách není finále zahrnuto.'"`UNIQ--ref-000000A2-QINU`"'

## Finále na okruhu ITF
| Dotace turnajů okruhu ITF | Dotace turnajů okruhu ITF |
| ------------------------- | ------------------------- |
| 100 000 $ tournaments     | 80 000 $ tournaments      |
| 75 000 $ tournaments      | 60 000 $ tournaments      |
| 50 000 $ tournaments      | 25 000 $ tournaments      |
| 15 000 $ tournaments      | 10 000 $ tournaments      |

### Dvouhra: 14 (11–3)
| Stav       | č.  | datum            | turnaj                         | povrch    | soupeřka ve finále      | výsledek            |
| ---------- | --- | ---------------- | ------------------------------ | --------- | ----------------------- | ------------------- |
| Vítězka    | 1.  | 24. ledna 2011   | Tallinn, Estonsko              | tvrdý (h) | Zuzana Luknárová        | 6–4, 4–6, 6–2       |
| Vítězka    | 2.  | 1. srpna 2011    | Savitaipale, Finsko            | antuka    | Lisanne van Rietová     | 6–3, 6–1            |
| Vítězka    | 3.  | 24. října 2011   | Stockholm, Švédsko             | tvrdý (h) | Syna Kayserová          | 6–4, 6–2            |
| Vítězka    | 4.  | 20. února 2012   | Tallinn, Estonsko              | tvrdý (h) | Katarzyna Piterová      | 7–5, 6–4            |
| Vítězka    | 5.  | 20. srpna 2012   | San Luis Potosí, Mexiko        | tvrdý     | Victoria Rodríguezová   | 6–1, 6–1            |
| Vítězka    | 6.  | 13. května 2013  | Marathón, Řecko                | tvrdý     | Lucy Brownová           | 6–4, 6–7 (6–8), 6–3 |
| Vítězka    | 7.  | 27. května 2013  | Moskva, Rusko                  | antuka    | Çağla Büyükakçay        | 6–1, 6–1            |
| Vítězka    | 8.  | 29. září 2013    | Smyrna, Turecko                | tvrdý     | Başak Eraydınová        | 3–6, 7–6(7–4), 6–0  |
| Finalistka | 1.  | 9. července 2013 | Podgorica, Černá Hora          | antuka    | Stephanie Vogtová       | 4–6, 3–6            |
| Vítězka    | 9.  | 7. října 2013    | Margaret River, Austrálie      | tvrdý     | Irina Falconiová        | 6–2, 6–4            |
| Finalistka | 2.  | 10. února 2014   | Tallinn, Estonsko              | tvrdý (h) | Timea Bacsinszká        | 3–6, 3–6            |
| Finalistka | 3.  | 17. února 2014   | Moskva, Rusko                  | tvrdý (h) | Aljaksandra Sasnovičová | 3–6, 2–6            |
| Vítězka    | 10. | 1. června 2015   | Eastbourne, Spojené království | tráva     | Alla Kudrjavcevová      | 7–6(7–4), 7–6(7–2)  |
| Vítězka    | 11. | 29. ledna 2017   | Andrézieux-Bouthéon, Francie   | tvrdý (h) | Ivana Jorovićová        | 6–4, 7–6(7–5)       |

### Čtyřhra: 8 (5–3)
| Stav       | č. | datum             | turnaj                        | povrch    | spoluhráčka        | soupeřky ve finále                       | výsledek         |
| ---------- | -- | ----------------- | ----------------------------- | --------- | ------------------ | ---------------------------------------- | ---------------- |
| Finalistka | 1. | 24. ledna 2011    | Tallinn, Estonsko             | tvrdý (h) | Maret Aniová       | Tamara Čurovićová Jevgenija Kryvoručková | 6–7(8–10), 1–6   |
| Vítězka    | 1. | 20. srpna 2012    | San Luis Potosí, Mexiko       | tvrdý     | Emily Fanningová   | Erin Clarková Elizabeth Ferrisová        | 6–0, 6–3         |
| Vítězka    | 2. | 25. března 2013   | Tallinn, Estonsko             | tvrdý (h) | Jeļena Ostapenková | Ljudmyla Kičenoková Nadija Kičenoková    | 2–6, 7–5, [10–0] |
| Vítězka    | 3. | 29. dubna 2013    | Edinburgh, Spojené království | antuka    | Jessica Renová     | Anna Smithová Francesca Stephensonová    | 6–2, 6–3         |
| Finalistka | 2. | 13. května 2013   | Marathón, Řecko               | tvrdý     | Laura Deigmanová   | Lina Gjorcheská Despoina Vogasariová     | 4–6, 6–2, [6–10] |
| Vítězka    | 4. | 29. července 2013 | Smyrna, Turecko               | tvrdý     | Polina Lejkinová   | Hülya Esenová Lütfiye Esenová            | 6–4, 7–5         |
| Finalistka | 3. | 2. září 2013      | Moskva, Rusko                 | antuka    | Olga Jančuková     | Anna Škudunová Aljona Sotnikovová        | 3–6, 4–6         |
| Vítězka    | 5. | 14. dubna 2014    | Dothan, Spojené státy         | antuka    | Ilona Kremenová    | Shelby Rogersová Olivia Rogowská         | 6–1, 5–7, [10–5] |

## Finále na juniorském Grand Slamu

### Dvouhra juniorek: 1 (0–1)
| Stav       | rok  | turnaj  | povrch | soupeřka ve finále   | výsledek |
| ---------- | ---- | ------- | ------ | -------------------- | -------- |
| Finalistka | 2012 | US Open | tvrdý  | Samantha Crawfordová | 5–7, 3–6 |

## Chronologie výsledků na Grand Slamu

### Dvouhra
| Turnaj          | 2013 | 2014    | 2015    | 2016    | 2017    | 2018    | 2019    | 2020    | 2021    | 2022    | 2023    | SR     | V–P   |
| --------------- | ---- | ------- | ------- | ------- | ------- | ------- | ------- | ------- | ------- | ------- | ------- | ------ | ----- |
| Australian Open | A    | A       | 2Q      | 1. kolo | 1. kolo | 4. kolo | 2. kolo | ČF      | 3. kolo | 2. kolo | 2. kolo | 0 / 8  | 12–8  |
| French Open     | A    | 3Q      | 2Q      | 1. kolo | 2. kolo | 4. kolo | 1. kolo | 1. kolo | 3. kolo | 1. kolo | 1. kolo | 0 / 8  | 6–8   |
| Wimbledon       | A    | 1. kolo | 1. kolo | 1. kolo | 3. kolo | 3. kolo | 3. kolo | NH      | 1. kolo | 2. kolo | 2. kolo | 0 / 9  | 8–9   |
| US Open         | A    | A       | 4. kolo | 1. kolo | 1. kolo | 1. kolo | 3. kolo | 4. kolo | 3. kolo | 2. kolo | —       | 0 / 7  | 11–7  |
| výhry–prohry    | 0–0  | 0–1     | 3–2     | 0–4     | 3–4     | 8–4     | 5–3     | 7–3     | 6–4     | 3–4     | 2–3     | 0 / 33 | 37–33 |

| Legenda | Legenda                                   | Legenda | Legenda                     |
| ------- | ----------------------------------------- | ------- | --------------------------- |
| SR      | poměr vyhraných turnajů ku všem odehraným | W–L V–P | výhry–prohry                |
| NH      | daný rok se turnaj nekonal                | A       | turnaje se hráč nezúčastnil |
| 1Q / LQ | prohra v (kole) kvalifikace               | 1k / 1R | prohra v daném kole turnaje |
| QF / ČF | prohra ve čtvrtfinále                     | SF      | prohra v semifinále         |
| F       | prohra ve finále                          | Vítěz   | vítězství v turnaji         |